# Mistrzostwa Polski w Szermierce 2023
Mistrzostwa Polski w Szermierce 2023 – 94. edycja indywidualnie i 83. edycja drużynowych mistrzostw Polski odbyła się w dniach 3-4 czerwca w Chotomowie (szpada) i Śremie (szabla) oraz 8-9 czerwca w Trzebnicy (floret).

## Medaliści

### kobiety
| Konkurencja:            | Złoto:                                                                                      | Srebro:                                                                                       | Brąz:                                                                                |
| Medalistki indywidualne |                                                                                             |                                                                                               |                                                                                      |
| floret                  | Julia Walczyk-Klimaszyk (AZS UAM Poznań)                                                    | Hanna Łyczbińska (AZS UAM Poznań)                                                             | Martyna Synoradzka (AZS AWF Poznań) Karolina Żurawska (Toruńska Akademia Floretu)    |
| szabla                  | Zuzanna Cieślar (Zagłębiowski Klub Szermierczy)                                             | Sylwia Matuszak (KKSz Konin)                                                                  | Julia Cieślar (Zagłębiowski Klub Szermierczy) Małgorzata Kozaczuk (AZS AWF Warszawa) |
| szpada                  | Renata Knapik-Miazga (AZS AWF Kraków)                                                       | Barbara Brych (AZS AWF Kraków)                                                                | Alicja Klasik (RMKS Rybnik) Ewa Trzebińska (AZS AWF Katowice)                        |
| Medalistki drużynowe    |                                                                                             |                                                                                               |                                                                                      |
| floret drużynowo        | KS AZS-UAM Poznań Marika Chrzanowska-Kasprzyk Hanna Łyczbińska Julia Walczyk-Klimaszyk      | AZS AWF Poznań Martyna Synoradzka Antonina Lachman Aleksandra Nowakowska Aleksandra Wieczorek | Warta Poznań Marta Łyczbińska Katarzyna Matysiak Kinga Pijaczyńska Natalia Woźniak   |
| szabla drużynowo        | ZKS Sosnowiec Zuzanna Cieślar Julia Cieślar Gabriela Wójcik Angelika Wątor                  | TMS Sosnowiec Karolina Hofman Zuzanna Lenkiewicz Paulina Porada Zuzanna Porada                | KS Karabela Klaudia Malgrem Gabriela Markowska Marta Okine                           |
| szpada drużynowo        | AZS AWF Katowice Weronika Janicka Anna Roskosz Martyna Swatowska-Wenglarczyk Ewa Trzebińska | RMKS Rybnik Alicja Klasik Laura Misiak Anna Mroszczak Kinga Zgryźniak                         | AZS AWF Kraków Barbara Brych Renata Knapik-Miazga Anna Polis Gloria Klughardt        |

### mężczyźni
| Konkurencja:           | Złoto:                                                                              | Srebro:                                                                                      | Brąz:                                                                                                |
| Medaliści indywidualni |                                                                                     |                                                                                              | |
| floret                 | Leszek Rajski (Wrocławianie)                                                        | Adam Jakubowski (AZS AWFiS Gdańsk)                                                           | Jan Jurkiewicz (Toruńska Akademia Floretu) Maciej Bem (AZS AWF Poznań)                               |
| szabla                 | Krzysztof Kaczkowski (Zagłębiowski Klub Szermierczy)                                | Szymon Hryciuk (AZS AWF Katowice)                                                            | Krzysztof Dowgierd (UKS Hajduczek Poznań) Piotr Szczepanik (MUKS VICTOR Warszawa)                    |
| szpada                 | Radosław Zawrotniak (AZS AWF Kraków)                                                | Damian Michalak (Piast Gliwice)                                                              | Wiktor Wałach (AZS AWF Katowice) Bartłomiej Szurlej (AZS Wratislavia)                                |
| Medaliści drużynowi    |                                                                                     |                                                                                              | |
| floret drużynowo       | Wrocławianie Andrzej Rządkowski Maxime Tarasiewicz Leszek Rajski Paweł Szumielewicz | AZS AWFiS Gdańsk Adam Jakubowski Mateusz Kozak Adam Podralski Michał Siess                   | AZS AWF Poznań I Maciej Bem Jakub Dołżycki Jan Nowak Adrian Wojtkowiak                               |
| szabla drużynowo       | AZS AWF Katowice Miłosz Bończak Szymon Hryciuk Krzysztof Kajor Marcin Lipiński      | MUKS VICTOR Warszawa Marcel Broniszewski Jakub Broniszewski Konstanty Kutek Piotr Szczepanik | Zagłębiowski Klub Szermierczy Ksawery Kaczkowski Krzysztof Kaczkowski Michał Kochan Rafał Ziarnowski |
| szpada drużynowo       | AZS Wratislavia Maciej Bielec Wojciech Kolańczyk Michał Opałka Bartłomiej Szurlej   | AZS AWF Kraków Hubert Klughardt Mikołaj Radosz Piotr Urban Radosław Zawrotniak               | Piast Gliwice Damian Michalak Mateusz Nycz Wojciech Rzyczniak Aleksander Staszulonek                 |